# Alsodes pehuenche
Az Alsodes pehuenche a kétéltűek (Amphibia) osztályának békák (Anura) rendjébe és az Alsodidae családba tartozó faj.

## Előfordulása
Az Alsodes pehuenche Argentína Mendoza tartományának déli részén és Chile szomszédos területein honos. A fajt eddig hat patakban figyelték meg (öt Argentínában és egy Chilében), elsősorban olvadékhóból eredő, köves partú patakok melletti galériaerdőkben. Élőhelyének tengerszint feletti magassága 2000–2523 m. Fejlődése nagyon lassú, a petéből a kifejlett egyedig történő átalakulása a becslések szerint legalább négy évet vesz igénybe.

## Természetvédelmi státusza
Az Alsodes pehuenche által lakott vízfolyásokra jelentős hatással van az utaknak a vízgyűjtőterületen történő szilárd burkolatúvá tétele. Ez már most is befolyással van a terület hidrológiájára, és érintheti a vízminőséget is, különösen a téli sózás miatt. További fenyegetést jelent a faj számára a turizmus, és a haszonállatok általi esetleges eltaposás. A fenyegetések és a nagyon korlátozott előfordulási terület miatt a Természetvédelmi Világszövetség (IUCN) Kétéltűek Szakcsoportja a súlyosan veszélyeztetett fajok közt tartja nyilván.